# Victoria (circonscription électorale)
Pour les articles homonymes, voir Victoria.
Circonscription électorale fédérale du Canada
Victoria est une circonscription électorale fédérale canadienne dans la province de la Colombie-Britannique. Au bout sud de l'île de Vancouver, elle consiste essentiellement de la ville de Victoria, de la municipalité d'Oak Bay et du sud-est de Saanich. La circonscription est également occupée par l'Université de Victoria. Elle est bordée au sud et à l'est par le détroit de Juan de Fuca.
Les circonscriptions limitrophes sont :
- au nord : Saanich—Gulf Islands
- au nord-ouest : Esquimalt—Saanich—Sooke[4].

## Historique
La circonscription est créée en 1872. Cette circonscription élisait à ce moment deux députés simultanément. En 1903, elle est divisée parmi Victoria (Cité de) et Nanaimo.
La circonscription réapparait en 1924 à partir de la circonscription de la Cité de Victoria.
Lors du redécoupage électoral de 2022, la circonscription n'est pas modifiée.

## Députés
1872 - 1904
| Législature                                      | Années    | Député              | Député               | Parti                | Député   | Député           | Parti        |
| Victoria                                         | Victoria  | Victoria            | Victoria             | Victoria             | Victoria | Victoria         | Victoria     |
| ------------------------------------------------ | --------- | ------------------- | -------------------- | -------------------- | -------- | ---------------- | ------------ |
| 2e                                               | 1872–1874 |                     | Henry Nathan (fils)  | Libéral              |          | Amor De Cosmos   | Libéral      |
| 3e                                               | 1874–1878 |                     | Francis James Roscoe | Libéral indépendant  |          | Amor De Cosmos   | Libéral      |
| 4e                                               | 1878–1882 |                     | John A. Macdonald    | Libéral-conservateur |          | Amor De Cosmos   | Libéral      |
| 5e                                               | 1882–1887 |                     | Noah Shakespeare     | Conservateur         |          | Edgar Crow Baker | Conservateur |
| 6e                                               | 1887–1887 |                     | Noah Shakespeare     | Conservateur         |          | Edgar Crow Baker | Conservateur |
| 6e                                               | 1888-1889 | Edward Gawler Prior |                      | Conservateur         |          | Edgar Crow Baker | Conservateur |
| 6e                                               | 1889-1891 | Edward Gawler Prior | Thomas Earle         | Conservateur         |          |                  | Conservateur |
| 7e                                               | 1891–1896 | Edward Gawler Prior | Thomas Earle         | Conservateur         |          |                  | Conservateur |
| 8e                                               | 1896–1900 | Edward Gawler Prior | Thomas Earle         | Conservateur         |          |                  | Conservateur |
| 9e                                               | 1900–1902 | Edward Gawler Prior | Thomas Earle         | Conservateur         |          |                  | Conservateur |
| 9e                                               | 1902-1904 |                     | Thomas Earle         | George Riley         | Libéral  |                  | Conservateur |
| Redistribuée parmi Victoria (Cité de) et Nanaimo |           |                     |                      |                      |          |                  |              |

Depuis 1925
| Parlement                            | Années        | Députés                 | Députés             | Parti                     |
| ------------------------------------ | ------------- | ----------------------- | ------------------- | ------------------------- |
| Victoria Issue de Victoria (Cité de) |               |                         |                     |                           |
| 15e                                  | 1925–1926     |                         | Simon Fraser Tolmie | Conservateur              |
| 16e                                  | 1926–1928     |                         | Simon Fraser Tolmie | Conservateur              |
| 16e                                  | 1928-1930     | D'Arcy Plunkett         |                     | Conservateur              |
| 17e                                  | 1930–1935     | D'Arcy Plunkett         |                     | Conservateur              |
| 18e                                  | 1935–1936     | D'Arcy Plunkett         |                     | Conservateur              |
| 18e                                  | 1936-1937     | Simon Fraser Tolmie (2) |                     | Conservateur              |
| 18e                                  | 1937-1940     |                         | Robert Mayhew       | Libéral                   |
| 19e                                  | 1940–1935     |                         | Robert Mayhew       | Libéral                   |
| 20e                                  | 1945–1949     |                         | Robert Mayhew       | Libéral                   |
| 21e                                  | 1949–1953     |                         | Robert Mayhew       | Libéral                   |
| 22e                                  | 1953–1957     | Francis Fairey          |                     | Libéral                   |
| 23e                                  | 1957–1958     |                         | Albert McPhillips   | Progressiste-conservateur |
| 24e                                  | 1958–1962     |                         | Albert McPhillips   | Progressiste-conservateur |
| 25e                                  | 1962–1963     |                         | Albert McPhillips   | Progressiste-conservateur |
| 26e                                  | 1963–1965     |                         | David Groos         | Libéral                   |
| 27e                                  | 1965–1968     |                         | David Groos         | Libéral                   |
| 28e                                  | 1968–1972     |                         | David Groos         | Libéral                   |
| 29e                                  | 1972–1974     |                         | Allan McKinnon      | Progressiste-conservateur |
| 30e                                  | 1974–1979     |                         | Allan McKinnon      | Progressiste-conservateur |
| 31e                                  | 1979–1980     |                         | Allan McKinnon      | Progressiste-conservateur |
| 32e                                  | 1980–1984     |                         | Allan McKinnon      | Progressiste-conservateur |
| 33e                                  | 1984–1988     |                         | Allan McKinnon      | Progressiste-conservateur |
| 34e                                  | 1988–1993     |                         | John Brewin         | Néo-démocrate             |
| 35e                                  | 1993–1997     |                         | David Anderson      | Libéral                   |
| 36e                                  | 1997–2000     |                         | David Anderson      | Libéral                   |
| 37e                                  | 2000–2004     |                         | David Anderson      | Libéral                   |
| 38e                                  | 2004–2006     |                         | David Anderson      | Libéral                   |
| 39e                                  | 2006–2008     |                         | Denise Savoie       | Néo-démocrate             |
| 40e                                  | 2008–2011     |                         | Denise Savoie       | Néo-démocrate             |
| 41e                                  | 2011–2012     |                         | Denise Savoie       | Néo-démocrate             |
| 41e                                  | 2012-2015     | Murray Rankin           |                     | Néo-démocrate             |
| 42e                                  | 2015–2019     | Murray Rankin           |                     | Néo-démocrate             |
| 43e                                  | 2019–2021     | Laurel Collins          |                     | Néo-démocrate             |
| 44e                                  | 2021–2025     | Laurel Collins          |                     | Néo-démocrate             |
| 45e                                  | 2025–en cours |                         | Will Greaves        | Libéral                   |

## Résultats électoraux
Depuis 1925
Modèle:Élection générale canadienne de 2025 — Victoria
1872 - 1904